# Lecanidiella contortae
Lecanidiella contortae är en svampart som beskrevs av Sherwood 1986. Lecanidiella contortae ingår i släktet Lecanidiella och familjen Patellariaceae.   Inga underarter finns listade i Catalogue of Life.